# Lenka Šmídová
Lenka Šmídová (Havlíčkův Brod, Checoslovaquia, 26 de marzo de 1975) es una deportista checa que compitió en vela en la clase Europe. 
Participó en tres Juegos Olímpicos de Verano, obteniendo una medalla de plata en Atenas 2004, en la clase Europe, el séptimo lugar en Sídney 2000 y el séptimo en Pekín 2008. Ganó una medalla de bronce en el Campeonato Mundial de Europe de 2001.

## Palmarés internacional
| \| Juegos Olímpicos \| Juegos Olímpicos \| Juegos Olímpicos \| Juegos Olímpicos \| \| Año \| Lugar \| Medalla \| Clase \| \| ------------------ \| -------------------- \| ----------------- \| ---------------- \| \| 2004 \| Atenas (Grecia) \| Medalla de plata \| Europe \| \| Campeonato Mundial \| \| \| \| \| Año \| Lugar \| Medalla \| Clase \| \| 2001 \| Vilamoura (Portugal) \| Medalla de bronce \| Europe \| |                      |                   |        |
| Juegos Olímpicos |                      |                   |        |
| Año | Lugar                | Medalla           | Clase  |
| 2004 | Atenas (Grecia)      | Medalla de plata  | Europe |
| Campeonato Mundial |                      |                   |        |
| Año | Lugar                | Medalla           | Clase  |
| 2001 | Vilamoura (Portugal) | Medalla de bronce | Europe |